# Nguyễn Huy Hà
Nguyễn Huy Hà (ur. 25 lipca 1985) – wietnamski zapaśnik w stylu wolnym.
Złoty medalista igrzysk Azji Południowo-Wschodniej w 2009, 2011 i 2013 roku. Trzykrotny uczestnik mistrzostw świata, jedenasty w 2009. Trzynasty na igrzyskach azjatyckich w 2010. Trzy starty w mistrzostwach Azji, jedenasty w 2010 roku.